# Miandoab
Miandoab (persiska مياندوآب) är en stad i nordvästra Iran. Den ligger i provinsen Västazarbaijan och har cirka 130 000 invånare.